# Torneo Nacional Alevín de Fútbol 7 2013
El Torneo Nacional Alevín de Fútbol 7 Blue BBVA, anteriormente denominado Campeonato Nacional Alevín de Fútbol de Brunete, es un torneo de fútbol base que disputan los equipos sub-12 (alevines) en la modalidad de fútbol 7 de los clubes que participaron esa temporada en la Primera División de España. En el año 2013 se celebró la edición número XX del torneo, teniendo lugar en el mes de junio en la ciudad de Granada, Andalucía.
El campeón de esta edición fue el X, tras vencer en la final al X. Las distinciones individuales recayeron sobre el jugador X, como mejor jugador del torneo, y X, como máximo goleador.

## Participantes
Los participantes fueron los 20 equipos alevines cuyo equipo matriz haya disputado la Primera División de España esa misma temporada.
Se dividieron en cuatro grupos de cinco equipos cada uno, en los que los dos mejor clasificados pasaron a disputar la fase final.
| - Real Sociedad - F. C. Barcelona - Real Madrid C. F. - Athletic Club - Valencia C. F. - Real Betis - Sevilla F. C. - Atlético de Madrid - Málaga C. F. - Real Valladolid | - C. A. Osasuna - Real Zaragoza - Celta de Vigo - R. C. D. Español - R. C. D. La Coruña - Getafe C. F. - Granada C. F. - Levante U. D. - Rayo Vallecano - R. C. D. Mallorca |

## Fase de grupos
| Grupo A           | Pts | PJ | PG | PE | PP | GF | GC | Dif |
| ----------------- | --- | -- | -- | -- | -- | -- | -- | --- |
| R. C. D. Mallorca | 7   | 4  | 2  | 1  | 1  | 5  | 4  | +1  |
| Real Madrid C. F. | 7   | 4  | 2  | 1  | 1  | 3  | 2  | +1  |
| Granada C. F.     | 6   | 4  | 2  | 0  | 2  | 3  | 3  | 0   |
| C. A. Osasuna     | 4   | 4  | 1  | 1  | 2  | 2  | 3  | -1  |
| Athletic Club     | 4   | 4  | 1  | 1  | 2  | 1  | 2  | -1  |

| Grupo B               | Pts | PJ | PG | PE | PP | GF | GC | Dif |
| --------------------- | --- | -- | -- | -- | -- | -- | -- | --- |
| Sevilla F. C.         | 12  | 4  | 4  | 0  | 0  | 8  | 0  | +8  |
| Valencia C. F.        | 7   | 4  | 2  | 1  | 1  | 2  | 2  | 0   |
| R. C. D. La Coruña    | 4   | 4  | 1  | 1  | 2  | 4  | 2  | +2  |
| Getafe C. F.          | 3   | 4  | 0  | 3  | 1  | 0  | 4  | -4  |
| Real Valladolid C. F. | 1   | 4  | 0  | 1  | 3  | 0  | 6  | -6  |

| Grupo C             | Pts | PJ | PG | PE | PP | GF | GC | Dif |
| ------------------- | --- | -- | -- | -- | -- | -- | -- | --- |
| F. C. Barcelona     | 8   | 4  | 2  | 2  | 0  | 6  | 0  | +6  |
| Levante U. D.       | 8   | 4  | 2  | 2  | 0  | 3  | 0  | +3  |
| Málaga C. F.        | 6   | 4  | 1  | 3  | 0  | 2  | 0  | +2  |
| R. C. Celta de Vigo | 4   | 4  | 1  | 1  | 2  | 3  | 6  | -3  |
| Rayo Vallecano      | 0   | 4  | 0  | 0  | 4  | 1  | 9  | -8  |

| Grupo D            | Pts | PJ | PG | PE | PP | GF | GC | Dif |
| ------------------ | --- | -- | -- | -- | -- | -- | -- | --- |
| Atlético de Madrid | 9   | 4  | 3  | 0  | 1  | 6  | 5  | +1  |
| R. C. D. Español   | 8   | 4  | 2  | 2  | 0  | 9  | 2  | +7  |
| Real Zaragoza      | 7   | 4  | 2  | 1  | 1  | 4  | 2  | +2  |
| Real Betis         | 4   | 4  | 1  | 1  | 2  | 5  | 7  | -2  |
| Real Sociedad      | 0   | 4  | 0  | 0  | 4  | 4  | 12 | -8  |

|  | Equipos clasificados para los Cuartos de final. |

## Fase final
La fase final de la competición se disputó a partido único. En caso de estar la eliminatoria empatada tras los 20 minutos se decidirá en una tanda de penaltis.
|  | Cuartos de final 8 de junio | Cuartos de final 8 de junio |                    |       | Semifinal 9 de junio | Semifinal 9 de junio |  |  | Final 9 de junio | Final 9 de junio |
|  |                             |                             |                    |       |                      |                      |  |  |                  |                  |
|  |                             |                             |                    |       |                      |                      |  |  |                  |                  |
|  |                             |                             |                    |       |                      |                      |  |  |                  |                  |
|  | Atlético Madrid             | 0 (5)                       |                    |       |                      |                      |  |  |                  |                  |
|  | Atlético Madrid             | 0 (5)                       |                    |       |                      |                      |  |  |                  |                  |
|  | Levante U. D.               | 0 (4)                       |                    |       |                      |                      |  |  |                  |                  |
|  | Levante U. D.               | 0 (4)                       | Atlético de Madrid | 0     |                      |                      |  |  |                  |                  |
|  |                             |                             | Atlético de Madrid | 0     |                      |                      |  |  |                  |                  |
|  |                             | F. C. Barcelona             | 2                  |       |                      |                      |  |  |                  |                  |
|  | F. C. Barcelona             | F. C. Barcelona             | 2                  | 3     |                      |                      |  |  |                  |                  |
|  | F. C. Barcelona             |                             |                    | 3     |                      |                      |  |  |                  |                  |
|  | R. C. D. Español            | 1                           |                    |       |                      |                      |  |  |                  |                  |
|  | R. C. D. Español            | 1                           | F. C. Barcelona    | 2     |                      |                      |  |  |                  |                  |
|  |                             |                             | F. C. Barcelona    | 2     |                      |                      |  |  |                  |                  |
|  |                             | Valencia C. F.              | 1                  |       |                      |                      |  |  |                  |                  |
|  | Sevilla F. C.               | Valencia C. F.              | 1                  | 2     |                      |                      |  |  |                  |                  |
|  | Sevilla F. C.               |                             |                    | 2     |                      |                      |  |  |                  |                  |
|  | Real Madrid C. F.           | 1                           |                    |       |                      |                      |  |  |                  |                  |
|  | Real Madrid C. F.           | 1                           | Sevilla F. C.      | 1 (3) |                      |                      |  |  |                  |                  |
|  |                             |                             | Sevilla F. C.      | 1 (3) |                      |                      |  |  |                  |                  |
|  |                             | Valencia C. F.              | 1 (4)              |       |                      |                      |  |  |                  |                  |
|  | R. C. D. Mallorca           | Valencia C. F.              | 1 (4)              | 0     |                      |                      |  |  |                  |                  |
|  | R. C. D. Mallorca           |                             |                    | 0     |                      |                      |  |  |                  |                  |
|  | Valencia C. F.              | 1                           |                    |       |                      |                      |  |  |                  |                  |
|  | Valencia C. F.              | 1                           |                    |       |                      |                      |  |  |                  |                  |